# 8308 Julie-Melissa
A 8308 Julie-Melissa (ideiglenes jelöléssel 1996 HD13) a Naprendszer kisbolygóövében található aszteroida. Eric Walter Elst fedezte fel 1996. április 17-én.